# Beni Bırakma
Beni Bırakma es una película de drama bosnio de 2017 dirigida por Aida Begić. Fue seleccionada como la entrada de Bosnia a la Mejor Película en Lengua Extranjera en los 91.ª Premios de la Academia, pero no fue nominada.

## Reparto
- Ismail Hakki como Jury
- Carol Abboud como Doaa
- Motaz Faez Basha como Motaz
- Isa Demlakhi como Isa
- Feyyaz Duman como Adil
- Nisreen Faour como Hiba